# Neoconocephalus gaucho
Neoconocephalus gaucho är en insektsart som beskrevs av Piza Jr. 1969. Neoconocephalus gaucho ingår i släktet Neoconocephalus och familjen vårtbitare. Inga underarter finns listade i Catalogue of Life.